# Norbert Rasch

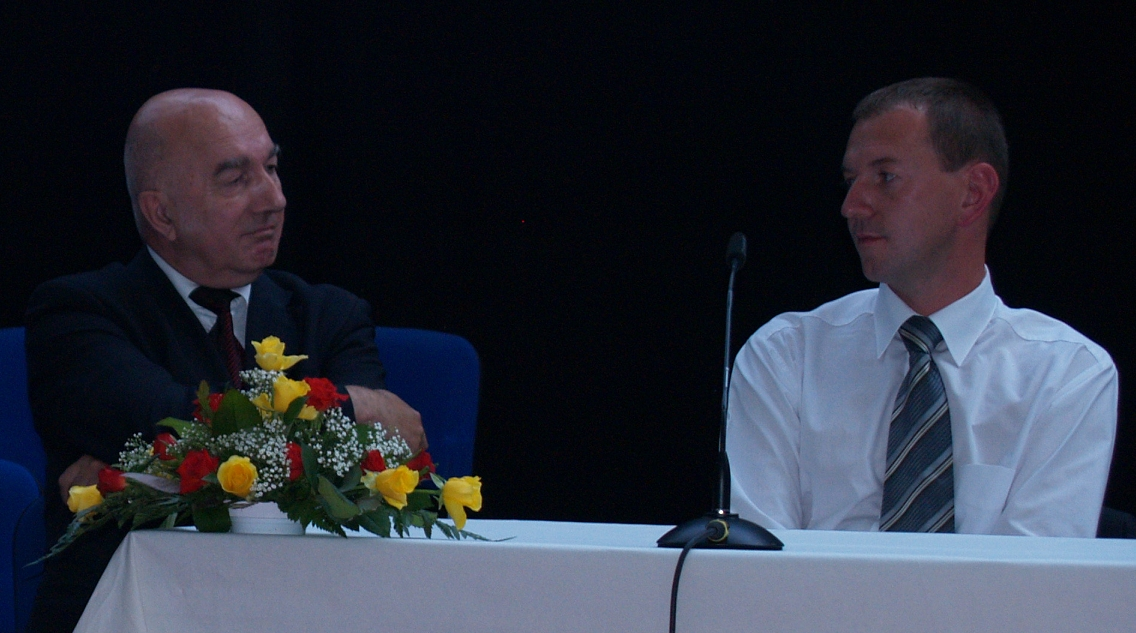
Henryk Kroll und Norbert Rasch (rechts)

Norbert Rasch (* 11. Mai 1971 in Czarnowanz, Polen) ist ein polnischer Politiker und Angehöriger der deutschen Minderheit. Seit 2008 ist er Vorsitzender der Sozial-Kulturellen Gesellschaft der Deutschen im Oppelner Schlesien.

## Leben
Norbert Rasch studierte Germanistik an der Universität Oppeln. Seit den 1990er-Jahren ist er in der Lokalpolitik aktiv und wurde 2005 Abgeordneter des Regionalparlaments (Sejmik) der Woiwodschaft Oppeln. Bei den polnischen Kommunalwahlen 2006 erhielt er zum zweiten Mal ein Mandat für den Sejmik. Seit 2010 ist er Vorsitzender des Ausschusses für auswärtige Zusammenarbeit und Öffentlichkeitsarbeit und Vorsitzender der Fraktion der Deutschen Minderheit im Regionalparlament.
Seit 2005 im Vorstand der Gesellschaft der polnischen Gemeinden der Altvater-Euroregion, jetzt als Vizevorsitzender.
Am 26. April 2008 wurde Norbert Rasch zum Vorsitzenden der Sozial-Kulturellen Gesellschaft der Deutschen im Oppelner Schlesien gewählt, nachdem der langjährige Vorsitzende Henryk Kroll sein Amt niedergelegt hatte. Dabei setzte er sich gegen den Sejm-Abgeordneten Ryszard Galla durch.
Seit 2008 ist Rasch Mitglied im Rat der Stiftung für die Entwicklung Schlesiens und Förderung lokaler Initiativen mit dem Sitz in Oppeln. 
Seit dem 11. Mai 2009 gehört er dem Vorstand des Verbandes der deutschen sozial-kulturellen Gesellschaften in Polen an. Am 7. Mai 2011 wurde Norbert Rasch erneut zum Vorsitzenden der Sozial-Kulturellen Gesellschaft der Deutschen im Oppelner Schlesien gewählt.
2011 nahm er an einer Studienreise in die USA im Rahmen des International Visitors Leadership Program teil.
Norbert Rasch ist seit 2013 Vizevorsitzender des Eichendorff-Konservatoriums und Mitglied des Vereins Schlesischer Kommunalpolitiker.
Außerdem ist Norbert Rasch Mitglied der Musikgruppe Proskauer Echo.